# Carlos Galindo Pinilla
Carlos Galindo Pinilla (Bogotá, Colombia, 16 de marzo de 1924-Bogotá, Colombia, 25 de junio de 2009) fue un politólogo, abogado y jurista colombiano.
Se desempeñó como Consejero de Estado entre 1973 y 1981, Representante a la Cámara entre 1958 y 1960, y Magistrado del Tribunal Superior de Aduanas en 1951 y 1954. Además, ejerció como profesor de Derecho Constitucional y Administrativo en la Universidad La Gran Colombia y en la Universidad Nacional de Colombia.

## Biografía
Nació el 16 de marzo de 1924 en la ciudad de Bogotá donde vivió sus primeros años, después se trasladó para cursar su bachillerato en el Liceo Nacional de Zipaquirá, donde conoció a Gabriel García Márquez, compañero de estudios, y quien más adelante volvió a encontrarse al estudiar en la facultad de Derecho y Ciencias Políticas de la Universidad Nacional de Colombia, de la cual se graduó en 1948. Durante sus estudios universitarios fue alumno de grandes personalidades y juristas colombianos como Alfonso López Michelsen, Luis López de Mesa y Darío Echandía, entre otros. Fue magistrado del Tribunal Superior de Aduanas entre 1951 y 1954, más adelante fungió como Representante a la Cámara por el departamento de Boyacá entre 1958 hasta 1969. Al salir del Congreso, hizo parte de la Comisión de Reforma Judicial entre 1969 y 1970. 
Durante su cargo como congresista, realizó varios viajes en representación de Colombia. Uno de ellos tuvo lugar en Europa y Asia comunista, en el cual, conoció a algunos de los grandes líderes mundiales de la época, como Mao Zedong. En ese mismo viaje, durante su paso por la entonces Checoslovaquia (hoy República Checa), en la ciudad de Karlovy Vary conoció a Jana Vachova, quien más adelante vendría a Colombia para casarse con él y formar una familia. 
Como profesor, trabajó en la Universidad La Gran Colombia dictando las cátedras de Derecho administrativo y Derecho constitucional durante 5 años (1954-1958). Años más tarde, en 1962 volvió a la Universidad Nacional de Colombia a dictar las cátedras de derecho administrativo y derecho constitucional, así como también los cursos de especialización y seminarios de Derecho Político. Perteneció al consejo directivo de la Facultad de Derecho y miembro de la Comisión Asesora de la Rectoría en la UNAL. Finalizó su trabajo en la universidad en 1969, estuvo en ella 7 años.  
Finalmente, fue nombrado Consejero de Estado en 1973, trabajó allí hasta 1981. Cuando presentó su carta de renuncia al Consejo de Estado en 1980 por motivos personales, el procurador general Guillermo Gonzalez Charry, por medio de una carta lo felicitó por su dedicación y eficacia en su labor de administrar la justicia en Colombia.
Años después, el primero de diciembre de 2004 con ocasión a la conmemoración de los 90 años del Consejo De Estado y su distinción con la Orden de Boyacá, fue condecorado por la Presidencia de la República con la Orden de la Justicia por entregar su vida al Estado Colombiano. 

### La Sentencia hito
El 26 de mayo de 1976, la Sección Primera del Consejo de Estado expide una sentencia hito en cuanto a los derechos democráticos de los ciudadanos. En la sentencia, siendo Carlos Galindo el magistrado ponente, se establece como principio constitucional y democrático que las actuaciones y documentos del Estado deben ser públicos, con el fin de que la ciudadanía tenga la posibilidad de ejercer vigilancia sobre los actos de sus gobernantes, garantizando así los principios de un Estado democrático.
En palabras del magistrado: "En un régimen de democracia representativa como el que nos rige, la participación ciudadana no se reduce al derecho de intervenir por medio del sufragio en la constitución de los poderes públicos; además de ello, los ciudadanos tienen la facultad de ejercer vigilancia sobre la conducta pública de los agentes del Estado y el derecho de controvertir o discutir privada o públicamente las actuaciones y las decisiones de la autoridad pública (...) Naturalmente, el ejercicio de tales facultades y derechos requiere, como presupuesto básico que la actividad pública no se desarrolle secretamente o bajo el sigilo sino que como pública que es, así se ejercite y de esa forma quede constancia de ella".
Posteriormente, mediante la Sentencia del Consejo de Estado del 20 de febrero de 19980, el magistrado Carlos Galindo reafirma lo dicho diciendo "Sólo mediante la publicidad de las actuaciones de los funcionarios estatales se hace posible el control que la opinión pública tiene derecho a ejercer sobre sus gobernantes". De esta última sentencia, Alberto Donadio y Daniel Samper Pizano extrajeron la cita anterior para utilizarla como portada de su libro "La llave de la transparencia", debido a que por medio de la sentencia se dio un gran paso hacia la garantía de los derechos de los ciudadanos.
En consecuencia de las sentencias anteriores, tal principio constitucional se materializó en la Constitución Política de Colombia de 1991 en su artículo 74. Todo esto fue un gran avance para garantizar la transparencia y la rendición de cuentas que deben proferir las instituciones gubernamentales.

### Amistades y Despacho

Carlos Galindo con Guillermo León Valencia durante un coctél.

Siempre mantuvo amistades con sus compañeros de estudio y trabajo. Entre ellos, generó estrechos vínculos con los poetas del movimiento de Piedra y Cielo Gerardo Valencia, Arturo Camacho Ramírez, Eduardo Carranza y especialmente con Jorge Rojas. Por otro lado, mantuvo buenas relaciones con los presidentes Guillermo Leon Valencia, Darío Echandía, Laureano Gómez, Virgilio Barco y Misael Pastrana Borrero, así como con Álvaro Gómez Hurtado.  

Carlos Galindo Pinilla (izquierda) con Álvaro Gómez Hurtado (centro).

A lo largo de su vida, durante los periodos de 1955 a 1965, 1969 a 1973 y finalmente de 1981 a 1994, mantuvo su despacho de abogados, Galindo y Asociados, donde sus dos hijos Rodrigo y Juan Carlos, trabajaron con él, siendo más adelante este último, Registrador Nacional del Estado Civil en 2007 y 2015-2019.

## Distinciones

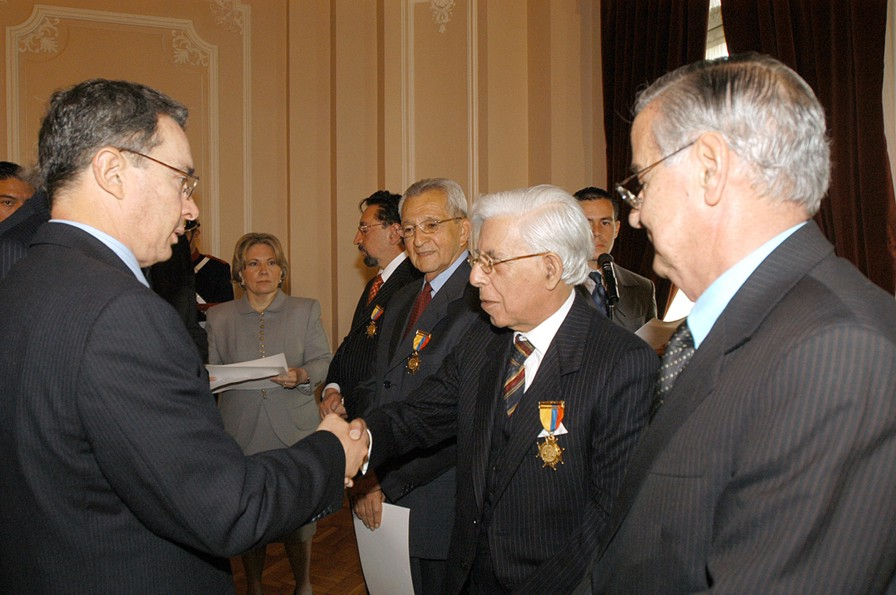
El expresidente de Colombia Álvaro Uribe Vélez otorgándole la condecoración de la Orden de la Justicia.

- Orden de la Justicia, 2004: Por toda una vida entregada al Estado colombiano.